# 구재학당
구재학당(九齋學堂)은 고려 때 사학(私學)의 하나로서, 문헌공도(文憲公徒)라고 불리기도 한다.

## 개요
문종 때의 명유(名儒) 최충이 벼슬에서 물러난 후 후진 양성을 위해 개설한 사숙(私塾)으로서, 당시 국학(國學)은 시설 면으로나 교육 면으로 유명했으므로 많은 과거 응시자들이 이곳에 몰려들었다.
9재학당은 악성(樂聖)·대중(大中)·성명(誠明)·경업(敬業)·호도(浩道)·솔성(率性)·진덕(進德)·대화(大和)·대빙(待聘) 등 아홉 개의 학반(學班)으로 나누었다. 학과는 5경과 3사를 중심으로 하고 시부사장(試賦詞章)의 학을 더하였다. 최충이 죽은 뒤 시호(諡號)에 따라 이 학당을 문헌공도라 했으며, 과거 응시자의 준비 기관이 되었다.

## 같이 보기
- 십이공도
- 최충